# لوكا هورن
لوكا هورن (بالألمانية: Luca Horn)‏ هو لاعب كرة قدم ألماني في مركز الوسط، ولد في 18 ديسمبر 1998 في فيلهلمسهافن في ألمانيا. لعب مع VfL Wolfsburg II ‏.

## وصلات خارجية
- لوكا هورن على موقع الاتحاد الأوربي (الإنجليزية)
- لوكا هورن على موقع قاعدة بيانات كرة القدم.إي يو (الإنجليزية)
- لوكا هورن على موقع بيانات كرة القدم. دي إي (الألمانية)
- لوكا هورن على موقع Soccerbase.com (لاعب) (الإنجليزية)
- لوكا هورن على موقع Soccerway.com (الإنجليزية)
- لوكا هورن على موقع عالم كرة القدم.نت (الإنجليزية)